# Um jeden Preis – At Any Price
Um jeden Preis – At Any Price (Originaltitel: At Any Price) ist ein US-amerikanisches Filmdrama von Ramin Bahrani aus dem Jahre 2012. Das Drehbuch schrieb er zusammen mit Hallie Elizabeth Newton. In den Hauptrollen sind Zac Efron und Dennis Quaid zu sehen. Der Film war bei den 69. Filmfestspielen von Venedig für den Goldenen Löwen nominiert und wurde später auf dem Telluride Film Festival und dem Toronto International Film Festival gezeigt. Der Film kam am 24. April 2013 in die US-Kinos und startete am 14. November 2013 in den deutschen Kinos.

## Handlung
Henry Whipple hat hart gearbeitet und die Farm seines Vaters zu einem lukrativen Unternehmen aufgebaut. Einerseits freut sich Henry auf den Ruhestand, andererseits würde er die Farm gerne zur Nummer eins in Iowa führen, denn in seiner Branche heißt es „Expandieren oder Sterben“. Hierzu braucht er die Unterstützung seines Sohns Grant, der sich jedoch entschließt Iowa zu verlassen, um die Welt zu erkunden. Alle Hoffnung ruht nun auf Henrys jüngerem Sohn Dean, der allerdings nur wenig Interesse daran hat, den familiären Betrieb zu übernehmen, und davon träumt, eines Tages ein erfolgreicher Rennfahrer zu werden. Als Henry versucht, ihn in die Geheimnisse des Farmings einzuweihen, konfrontiert dieser seinen Vater mit seinen Vorstellungen von der Zukunft. Während einer offiziellen Untersuchung gerät das elterliche Unternehmen in den Fokus polizeilicher Ermittlungen, und die Whipples werden beschuldigt, unseriöse Geschäfte getätigt zu haben. Die Familie droht ihren Besitz zu verlieren. Dean will seinem Vater in den finsteren Zeiten beistehen und muss sich schließlich zwischen seiner Karriere als NASCAR-Profi und seiner Zukunft als Farmer entscheiden.

## Hintergrund
Nachdem Ramin Bahrani zuvor in seinen Filmen abseits vom Mainstreamkino Menschen am Rande der Gesellschaft porträtierte, bewegt er sich mit Um jeden Preis – At Any Price in die Mitte der Gesellschaft. Das Drehbuch zum Film verfasste er gemeinsam mit Hallie Elizabeth Newton. In diesem Vater-Sohn-Drama suggeriert Bahrani, dass man es in den USA nur mit moralisch fragwürdigen Methoden zu finanziellem Wohlstand bringen kann. Der Film wurde vor seiner Veröffentlichung mit Vorschusslorbeeren bedacht, weil der Regisseur als einer der herausragendsten Filmemacher seiner Generation galt, allerdings waren die Kritiker vom fertigen Film nicht wirklich begeistert.

## Rezeption
Viele Filmkritiker erkennen eine gute Idee hinter Um jeden Preis – At Any Price, die aber schlecht umgesetzt wurde. So urteilt Florian Tritsch von MovieMaze.de: „Der Film von Ramin Bahrani glänzt durch eine hervorragende Besetzung und seine tolle Grundidee, die amerikanische Farmindustrie nicht romantisch verklärt, sondern als knallharten Industriezweig zu zeigen. Doch letztlich kann Bahrani nichts aus beidem machen, denn das Drehbuch ist vollkommen ereignislos und erzählt seine in viele Nebenhandlungen verstreute Geschichte lediglich beiläufig.“
Michael Kienzl von critic.de bedauert, „dass hier Bahrani als eine der größten Hoffnungen des amerikanischen Independentkinos seine Chance, bei einem großen Projekt seine künstlerische Integrität zu wahren, weitgehend verspielt hat.“

## Synchronisation
| Rolle          | Darsteller          | Synchronsprecher    |
| -------------- | ------------------- | ------------------- |
| Henry Whipple  | Dennis Quaid        | Thomas Danneberg    |
| Dean Whipple   | Zac Efron           | Daniel Schlauch     |
| Agent #1       | Marc Grapey         | Frank Röth          |
| Brad Johnson   | Ben Marten          | Dirk Meyer          |
| Byron          | Chelcie Ross        | Fred Maire          |
| Chiropraktiker | Jerry Christensen   | Hartmut Neugebauer  |
| Cliff Whipple  | Red West            | Erich Ludwig        |
| Crew Chief     | Matt Kozlowski      | Thomas Albus        |
| Jim Johnson    | Clancy Brown        | Thomas Rauscher     |
| Larry Brown    | Dan Waller          | Tobias Lelle        |
| Meredith Crown | Heather Graham      | Katrin Fröhlich     |
| Mr. Pritchard  | John Hoogenakker    | Andreas Hosang      |
| Pastor         | Jesse Dabson        | Fabian von Klitzing |
| Scout Kyle     | Anthony Moseley     | Andreas Borcherding |
| Torgeson       | Stephen Louis Grush | Patrick Roche       |